# Андреа Коевска
Андреа Коевска (рођена 14. фебруара 2000) је македонска певачица. Она је представљала Северну Македонију на Песми Евровизије 2022.

## Рани живот
Андреа је, кад је имала пет година, била инспирисана музичком сценом у Харлему, у Њујорку.

## Музичка каријера
Док је објављивала кратке видео снимке на којима пева познате поп и рок песме, приметио ју је продуцент Александар Машевски и понудио Андреи да сарађује са њим.

### 2022: Песма Евровизије
Године 2022. Андреа је победила у националном финалу Северне Македоније који се звао За Евросонг 2022, пошто је изједначен резултат између њене песме „Circles” и песме Виктора Апостоловског „Supermen“ преломљен у њену корист јер је имала бољи резултат код међународног жирија, пошто је Андреа имала 12 поена, а Виктор само 8.

## Лични живот
Андреина мајка је лекар, а отац професор права. За њеног деду, који је умро са девет година, каже се да је био главни извор Андреине страсти према музици.

## Награде и номинације
| Година | Награда               | Категорија              | Рад | Исход     | Реф.  |
| ------ | --------------------- | ----------------------- | --- | --------- | ----- |
| 2023.  | Music Awards Ceremony | Алтернативна поп нумера |     | На чекању | [ 5 ] |